# Сарандиново
Сарандиново (на македонска литературна норма: Сарандиново) е село в община Долнени на Северна Македония.

## География
Селото е разположено в Прилепското поле, северозападно от град Прилеп.

## История
В XIX век Сарандиново е село в Прилепска каза на Османската империя. „Етнография на вилаетите Адрианопол, Монастир и Салоника“, издадена в Константинопол в 1878 година и отразяваща статистиката на населението от 1873 година Сарандиново (Sarandinovo) е посочено като село с 22 домакинства и 85 жители българи.
Според статистиката на Васил Кънчов („Македония. Етнография и статистика“) от 1900 година Сарандиново е населявано от 120 жители българи християни. На Етнографската карта на Битолския вилает на Картографския институт в София от 1901 година Сарадиново е чисто българско село в Прилепската каза на Битолския санджак с 24 къщи.
В началото на XX век цялото население на селото е под върховенството на Българската екзархия. По данни на секретаря на екзархията Димитър Мишев („La Macédoine et sa Population Chrétienne“) в 1905 година в Сарандиново има 128 българи екзархисти и функционира българско училище. Към 1906-1907 година енорийски свещеник в Сарандиново, Долнени и Новоселани е Данаил поп Илиев.
В 1905 година сръбски четници залавят на сватба в селото шестима жители на Кривогащани, повечето от които родственици на Милан Гюрлуков и впоследствие ги убиват.
По време на българското управление на Вардарска Македония през Първата световна война Сарандиново е част от Долненска община в Прилепска околия на Битолски окръг и има 84 жители.
На етническата си карта на Северозападна Македония в 1929 година Афанасий Селишчев отбелязва Сарандиново като българско село.
Според преброяването от 2002 година Сарандиново има 98 жители македонци.